# Dominique Raynaud
Dominique Raynaud, né le 3 octobre 1961 à Narbonne, architecte de formation, est épistémologue et historien des sciences. Diplômé de l'École nationale supérieure d'architecture de Montpellier en 1986, docteur de l'Université des sciences sociales de Grenoble en 1990, il s'oriente vers la sociologie, puis vers l'épistémologie et l'histoire des sciences. Il soutient une habilitation à diriger des recherches à l'Université Paris 4 Sorbonne en 2004. 
Partisan d'une approche intégrative des points de vue dans l'étude des sciences, il a consacré l’essentiel de ses recherches à la géométrie, à l’optique, à la perspective linéaire et aux sciences de la conception, en étudiant notamment les rapports entre théorie et pratique (mathématisation et application). Il publie aussi des travaux d'épistémologie comparée. 
Dominique Raynaud enseigne actuellement l'épistémologie et l'histoire des sciences à l’UGA Université Grenoble Alpes. Il est membre du laboratoire mha: méthodes et histoire de l'architecture de l'École nationale supérieure d'architecture de Grenoble, et dirige par ailleurs la collection «Épistémologie comparée» aux Éditions matériologiques. 

## Œuvres

### Livres
En français :
- Sociologie des controverses scientifiques, Préface de Mario Bunge, Paris: Éditions matériologiques, 2018[8]. Nouvelle édition augmentée du même titre paru en 2003 (le livre confronte les thèses de la sociologie des sciences relativiste-constructiviste aux documents d’archives).
- Sociologie fondamentale: Étude d'épistémologie. Paris: Éditions Matériologiques, 2021.
- Qu’est-ce que la technologie? Suivi d’un Post-scriptum sur la technoscience. Préface de Mario Bunge, Paris: Éditions matériologiques, 2016[9].
- Géométrie pratique. Géomètres, Ingénieurs, architectes, XVIe – XVIIIe siècle (ouvrage collectif), Besançon, Presses universitaires de Franche-Comté 2015.
- L’Hypothèse d’Oxford. Essai sur les origines de la perspective, Paris: Presses universitaires de France, 1998.
- Cinq Essais sur l’architecture. Études sur la conception de projets de l’Atelier Zô, Scarpa, Le Corbusier, Pei, Paris: L’Harmattan, 2002.
- Architectures comparées. Essai sur la dynamique des formes, Marseille: Éditions Parenthèses, 1998.
- La Sociologie et sa vocation scientifique Paris: Hermann, 2006 (étude d’épistémologie comparée des sciences naturelles et des sciences sociales)[10].

En anglais :
- Scientific Controversies. A Socio-Historical Perspective on the Advancement of Science, New Brunswick: Transaction Publishers, 2015, New York: Routledge, 2017. Traduction américaine de Sociologie des controverses scientifiques (2003)[11].
- A Critical Edition of Ibn al-Haytham’s On the Shape of the Eclipse. The First Experimental Study of the Camera Obscura, New York: Springer International, 2016.
- Studies on Binocular Vision. Optics, Vision and Perspective from the Thirteenth to the Seventeenth Centuries, New York: Springer International, 2016[12].
- Eye Representation and Ocular Terminology from Antiquity to Helmholtz, Amsterdam: Wayenborgh (Hirschberg History of Ophthalmology, 16), 2020[13].
- Jean-François Niceron Curious Perspective, being an English translation of La Perspective Curieuse, with a mathematical and historical commentary by J. L. Hunt, J. Sharp and D. Raynaud, Tempe: Arizona Center for Medieval and Renaissance Studies, 2019.
- Optics and the Rise of Perspective. A Study in Network Knowledge Diffusion, Oxford: Bardwell Press, 2014 (explore la diffusion de l’optique dans le réseau des universités médiévales)[14].

En espagnol :
- ¿Qué es la tecnología? Epílogo sobre la tecnociencia, Pamplona: Laetoli, 2018. Traduction espagnole de Qu'est-ce que la technologie? (2016).

### Articles
Dominique Raynaud est également l’auteur d’articles dans Annals of Science, Archive for History of Exact Sciences, Early Science and Medicine, Historia Mathematica, Physis.